# 8929 Хаґіносіндзі
8929 Хаґіносіндзі (8929 Haginoshinji) — астероїд головного поясу, відкритий 29 грудня 1996 року.
Тіссеранів параметр щодо Юпітера — 3,545.